# Claudia Penoni
Claudia Penoni (Torino, 22 agosto 1962) è un'attrice, doppiatrice e comica italiana.

## Biografia
Nasce a Torino (TO) il 22 agosto 1962. Partecipa, con Leonardo Manera, all'edizione di Zelig 2007-2010: il successo arriva con l'interpretazione comica della coppia del cinema polacco Kripstak e Petrektek. Dal 2007 al 2013 è protagonista della sitcom Life Bites. Nel 2009 è nel cast di Cado dalle nubi, con Checco Zalone, interpretando Raffaella Mantegazza, madre di Marika. Nel 2010 torna a Zelig sempre in coppia con Manera. Nel 2011 recita accanto ad Ezio Greggio, Antonello Fassari, Bianchi e Pulci, Anna Falchi e Gigi Proietti nel film-parodia Box Office 3D - Il film dei film. Ha svolto anche il ruolo da inviata nel telegiornale satirico Quasi TG.

## Filmografia parziale

### Cinema
- Cado dalle nubi, regia di Gennaro Nunziante (2009)
- Box Office 3D - Il film dei film, regia di Ezio Greggio (2011)

### Televisione
- Benedetti dal Signore- serie TV (2004)
- Il mammo - serie TV, 1 episodio (2004)
- O la va o la spacca - film TV, regia di Francesco Massaro (2004-2005)
- Life Bites - Pillole di vita – serie TV (2007-2013)
- Spam - serie TV, regia di Paolo Angelini (2006)
- Quasi TG, tg satirico con Rocco Tanica (2007-2009)
- Finalmente a casa, regia di Gianfrancesco Lazotti - film TV (2008)
- C'era una volta Studio Uno - miniserie TV, regia di Riccardo Donna (2017)
- Non uccidere, regia di Michele Alhaique - serie TV, episodio 2x17 (2018)
- I topi, regia di Antonio Albanese - serie TV (2018-2019)
- Il mondo sulle spalle, regia di Nicola Campiotti - film TV (2019)

## Programmi TV
- Zelig
- Zelig Off
- Saturday Night Live, nel 2006, regia di L. Lorenzini
- Dillo a Wally, varietà con Gene Gnocchi (Italia 1)

## Radio
- Ottovolante
- Sidecar, RaiRadio2
- Zona Cesarina, RaiRadio2
- I tempi che corrono, RaiRadio2
- Bella coppia, RaiRadio2
- Terno all'otto, RaiRadio2
- Single, RaiRadio2
- Stiamo lavorando per voi, RaiRadio1
- Marconi, se ben mi ricordo, RaiRadio1
- GR STORIA, BluSat2000

## Doppiaggio

### Televisione
- Victoria Roberts in Señora
- Carolina Papaleo in Ti chiedo perdono
- Cindy James Gossett ne Il tempo della nostra vita
- Maria del Mar in Street Legal[3]
- Michelle Stafford in Febbre d'amore
- Elena Pérez Rueda in Per Elisa
- Thalía ne La debuttante
- Sandra Cappa ne Una donna in vendita
- Lorena Meritano in Ecomoda
- Sofia Bertolotto in Batticuore
- Anahi Martella in Zingara

### Animazione
- Biancaneve in Biancaneve
- Odelia in La bella addormentata
- Lena in La sirenetta
- Pollicina in Pollicina
- Venus in Capitan Gorilla
- Saturnia e Carly Witwicky in Transformers: the Headmasters
- Julie in Kate e Julie
- Charlie in Biker Mice
- Procione, Porcospino e Signora Castoro in  Franklin
- Elena (2ª voce) in Tre gemelle e una strega
- Oca ne Il Piccolo orso
- Venus in Capitan Gorilla
- Alice in Alice nel paese delle meraviglire
- la regina ne La leggenda di Arslan
- Poppy in Lola & Virginia
- Karin Uzumaki in Naruto Shippuden
- Ferruccio in I ragazzi di Oz
- Lucciola in Salviamo Babbo Natale
- Fata Irene in La principessa e il folletto